# Audun-le-Roman
Audun-le-Roman är en kommun i departementet Meurthe-et-Moselle i regionen Grand Est (tidigare regionen Lorraine) i nordöstra Frankrike. Kommunen ligger i kantonen Audun-le-Roman som tillhör arrondissementet Briey. År 2022 hade Audun-le-Roman 2 477 invånare.

## Befolkningsutveckling
Antalet invånare i kommunen Audun-le-Roman
| Referens: INSEE |